# Giorgio La Pira

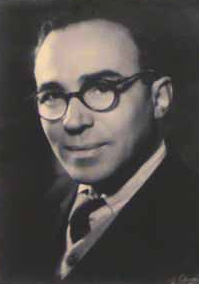
Giorgio La Pira, w 1946.

Giorgio La Pira (ur. 9 stycznia 1904 w Pozzallo, zm. 5 listopada 1977 we Florencji) – burmistrz Florencji, tercjarz dominikański, włoski Czcigodny Sługa Boży Kościoła katolickiego, .

## Życiorys
Giorgio La Pira urodził się religijnej rodzinie. Po ukończeniu studiów z dziedziny rachunkowości w Mesynie otrzymał dyplom prawnika. Po swym nawróceniu w 1924 został tercjarzem dominikańskim i przyjął imię: Rajmund. W 1925 roku został profesorem prawa rzymskiego. W czasie II wojny światowej kontynuował kampanię przeciwko faszystom, potem uciekł przed włoską policją do Sieny. W 1946 roku został wybrany do zgromadzenia Konstytucyjnego, a potem został wybrany do Izby Deputowanych w Kolegium Florencji. W dniu 18 kwietnia 1948 roku został mianowany sekretarzem w Ministerstwie Pracy i Zabezpieczenia Społecznego w V rządzie De Gasperiego. Był przyjacielem Amintore Fanfani. W dniu 5 lipca 1951 roku został wybrany na burmistrza Florencji. Zmarł 5 listopada 1977 roku w opinii świętości, mając 73 lata. 
W 1986 roku rozpoczął się jego proces beatyfikacyjny. 5 lipca 2018 papież Franciszek zatwierdził dekret o heroiczności jego cnót.